# Heinrich Conrads
Heinrich Wilhelm Conrads (* 29. Januar 1940 in Billmerich, Kreis Unna; † 18. Mai 2022) war ein deutscher Ju-Jutsu- und Jiu-Jitsu-Ka. Er war Mitgründer und langjähriger Vorsitzender des Niedersächsischen Ju-Jutsu-Verbandes (NJJV) und einer der fünf Träger des 9. Dans im Deutschen Ju-Jutsu-Verband (DJJV).

## Leben
Conrads lernte zunächst Bergmann. Als viele Zechen schließen mussten, orientierte er sich um. Am 16. März 1960 trat Conrads in den Dienst des Bundesgrenzschutzes im Eichsfeld ein. Am 4. Februar 1964 lernte er dort bei einem Selbstverteidigungskurs das Jiu-Jitsu kennen. Er begann anschließend mit dem Sport und erreichte 1967 den ersten Dangrad. Beim Bundesgrenzschutz lehrte er Jiu-Jitsu im Rahmen einer als „einsatzbezogenen Selbstverteidigung“. Daneben gründete er mehrere Vereine, darunter Ju-Jutsu-Vereine in Nesselröden und Duderstadt, den Judo-Club Duderstadt und den Karate-Club Duderstadt.
1971 gründete er zusammen mit zwölf weiteren Personen die niedersächsische Landesgruppe Ju-Jutsu. In seiner langen Kampfsportkarriere erreichte er den 8. Dan Ju-Jutsu, den 3. Dan Jiu-Jitsu und den 2. Dan Kobudō sowie Schülergrade in Judo und Aikido. Jahrelang wirkte er als Prüfreferent im niedersächsischen Landesverband mit. Am 7. Juli 1991 war er einer der Mitgründer des Niedersächsischen Ju-Jutsu-Verbandes und wurde 1995 deren Präsident. Dieses Amt hatte er 20 Jahre inne und legte es am 14. März 2015 ab.
Nach der Wiedervereinigung Deutschlands engagierte er sich außerdem als Trainer und Gründer des Thüringischen Ju-Jutsu-Verbandes. Bis 2000 war er dort als Ausbilder von Multiplikatoren und Übungsleitern aktiv.
Im August 2008 wurde ihm für sein sportliches Engagement das Bundesverdienstkreuz am Bande verliehen. Am 17. Oktober 2015 wurde ihm als weitere Anerkennung seiner Verdienste für das Ju-Jutsu der 9. Dan verliehen.